# كينيث آلتشولر
كينيث ز. آلتشولر (بالإنجليزية: Kenneth Z. Altshuler، (11 أبريل 1929-6 يناير 2021))‏ هو طبيب نفسي ومحلل نفساني أمريكي. كان أستاذًا فخريًا في الطب النفسي ورئيسًا لقسم الطب النفسي في مركز ساوث وسترن الطبي التابع لجامعة تكساس في مدينة دالاس. ولد في مدينة باترسون في ولاية نيوجيرسي.
توفي آلتشولر في 6 يناير 2021 في دالاس بسبب مشاكل تسبب فيها فيروس كورونا 2019 عن عمر يناهز 91 عامًا.